# Hermann Auf der Heide (Bildhauer)
Hermann Auf der Heide (* 1932 in Alfhausen; † 14. März 2003 ebenda) war ein deutscher Bildhauer und Kunsterzieher.

## Leben
Nach dem Studium der Bildhauerei gehörte er von 1969 bis 1989 dem Kollegium des Gymnasiums in Bersenbrück an, wo er die Fächer Werken und Kunst unterrichtete. Eine schwere Erkrankung ab 1988 zwang ihn aus dem Schuldienst in den vorzeitigen Ruhestand zu treten. Zu seinen Hauptwerken zählen zahlreiche Altäre, vor allem aus Sandstein, sowie verschiedene Statuen wie Der Ausrufer in seinem Heimatdorf Alfhausen. Des Weiteren war eine große Anzahl afrikanischer Masken in seinem Besitz, die er gelegentlich ausstellte.
Hermann Auf der Heide starb nach längerer Krankheit am 14. März 2003 in Alfhausen.

## Werke

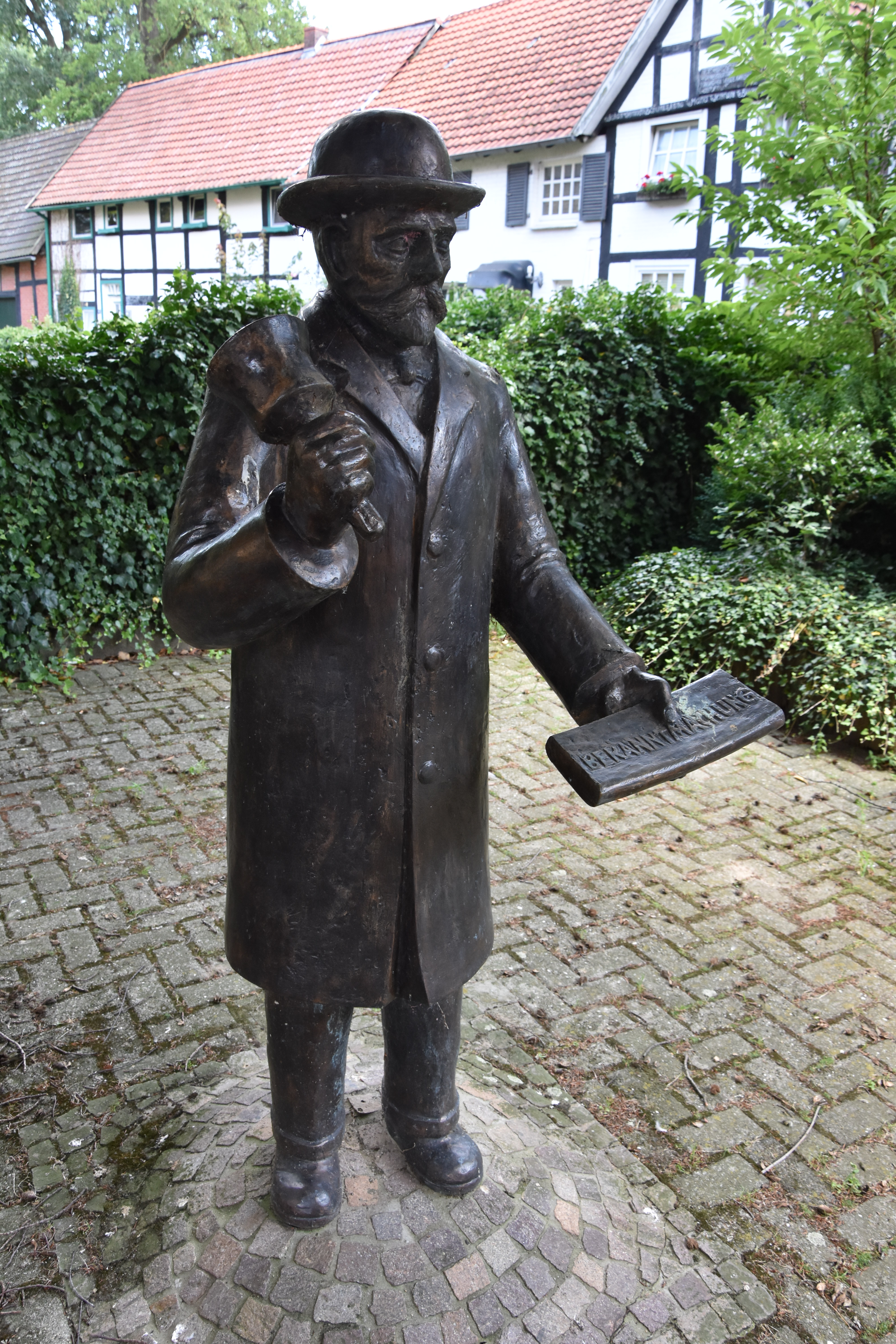
Der Ausrufer

- 1974: Altar aus Bronze mit Relief Sturm auf dem Meer in der Kirche Zu den heiligen Schutzengeln auf Juist
- 1977: Stele 1000 Jahre Alfhausen aus Anröchter Stein auf dem Dorfplatz in Alfhausen.[2]
- Türgriffe und St.-Matthias-Reliquiar in der Kirche St. Matthias in Osnabrück-Pye
- 1991: Christophorus auf der Hasebrücke der Bundesstraße 214 in Bersenbrück[3]
- Tabernakel der Kirche St. Barbara in Osnabrück
- 2003: Zelebrationsaltar der Kirche St. Johannis in Alfhausen
- Altar aus römischem Travertin in der Kirche St. Nikolaus auf Baltrum
- Der Ausrufer in der Kirchhöfnerei in Alfhausen
- Schulhofplastik auf dem Schulhof des Gymnasiums in Bersenbrück